# Győző Csorba
Dans le nom hongrois Csorba Győző, le nom de famille précède le prénom, mais cet article utilise l’ordre habituel en français Győző Csorba, où le prénom précède le nom.
Győző Csorba, né le 21 novembre 1916 à Pécs, mort le 13 septembre 1995 dans la même ville, est un poète et traducteur hongrois.